# Eumyias hoevelli
Papa-moscas-de-tiara-azul ou papa-moscas-de-cabeça-azul (Eumyias hoevelli) é uma espécie de ave da família Muscicapidae.
É endémica da Indonésia.
Os seus habitats naturais são: regiões subtropicais ou tropicais húmidas de alta altitude.